# 寧韋
36°23′37″S 72°23′51″W / 36.39361°S 72.39750°W

寧韋（西班牙語：Ninhue），是智利的城鎮，位於該國中部比奧比奧大區的紐布萊省，始建於1891年12月22日，面積401.2平方公里，海拔高度86米，2012年人口5,268人，人口密度每平方公里13人。